# Chiesa cattolica in India
La Chiesa cattolica in India è parte della Chiesa cattolica universale, sotto la guida spirituale del Papa e della Santa Sede. I cattolici sono circa 17 milioni, pari all'1,5% della popolazione.

Nel Paese sono state erette 31 arcidiocesi e 143 diocesi, per un totale di 174 circoscrizioni ecclesiastiche. Di queste, 132 sono di rito latino, 31 appartengono alla Chiesa siro-malabarese e 11 alla Chiesa siro-malankarese.
Dal 12 ottobre 2008 la Chiesa cattolica in India ha la sua prima santa: Alfonsa dell'Immacolata Concezione.

## Storia

### Cronologia
- 52: San Tommaso apostolo raggiunge l'India del sud
- Secondo la tradizione, san Bartolomeo apostolo svolge attività missionaria nella regione vicino a Bombay, sulla costa occidentale dell'India
- 1329: La diocesi di Quilon viene eretta da papa Giovanni XXII
- 1534: Creazione della diocesi cattolica latina di Goa
- 1557: Goa diventa arcidiocesi
- 1558: Diocesi latina a Cochin (Kerala)
- 1565: La Chiesa dell'India, sotto la pressione dei portoghesi, viene separata dalla Chiesa caldea: papa Pio IV divide il Malabar in una parte latina e una caldea
- 1601-24: Francis Roz è il primo vescovo latino per i «cristiani di San Tommaso»
- 1886: La gerarchia dell'India fu istituita da papa Leone XIII attraverso la promulgazione della bolla "Humanae Salutis"

### Il Novecento
Nel 1923 fu eletto nel Tamil Nadu il primo vescovo indiano dell'età moderna, mons. Tiburtius Roche.
Nel dicembre 1964 papa Paolo VI si recò in viaggio in India. Visitò Mumbai (chiamata all'epoca Bombay), la vicina Goregaun, e Bandra, incontrando i ministri del governo federale e partecipando al 38º Congresso eucaristico indiano (Mumbai, 4 dicembre 1967).
Dal 1967 sono sette gli stati indiani, sui 28 complessivi, che hanno proibito le conversioni per legge. L'elenco comprende: Orissa (il primo), Madhya Pradesh, Arunachal Pradesh, Gujarat, Chhattisgarh, Rajastahan e Himachal Pradesh.
Nel febbraio 1986 papa Giovanni Paolo II visitò l'India. Tornò nel subcontinente indiano nell'ottobre 1999, quando si recò nella capitale Nuova Delhi.

### Dal 2000 ad oggi

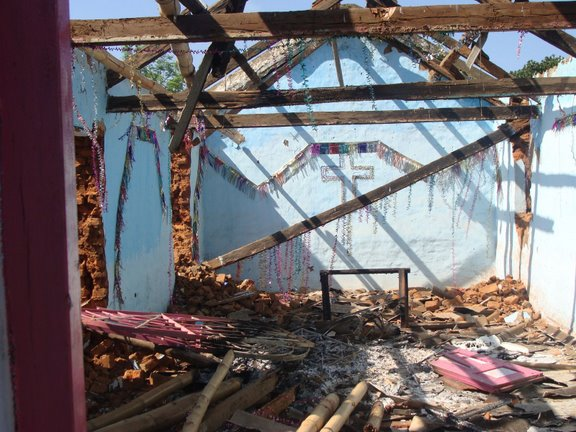
Una chiesa distrutta durante gli attacchi ai cristiani in Orissa.

Negli ultimi anni è aumentata l'ostilità anti-cristiana in India. Le motivazioni sono extra-religiose ed hanno a che vedere con la pretesa della maggioranza indù di mantenere il sistema castale e la supremazia sulle altre religioni. Gli induisti pensano che tale supremazia sia insidiata dal processo di riscatto sociale che la fede cristiana propugna per i dalit e per i fuori casta.

L'ondata di attacchi contro i cristiani e i loro luoghi di culto è cominciata in Orissa, stato dell'India orientale affacciato sul golfo del Bengala, dopo la morte dello swami Laxmananda Saraswati, ucciso il 23 agosto 2008.
I gruppi fondamentalisti indù, mistificando la realtà dei fatti, hanno accusato i cristiani di essere i mandanti dell'assassinio e per questo hanno scatenato un pogrom anti-cristiano, uccidendo e ferendo fedeli, distruggendo e incendiando chiese, scuole e case. Dall'Orissa le violenze si sono poi allargate al Madhya Pradesh e al Karnataka. Le violenze nel solo stato dell'Orissa hanno spinto alla fuga più di 50 000 persone.

Hanno fatto il giro del mondo le testimonianze di Suor Meena Barwa - vittima di violenza sessuale - e padre Thomas Chellan - vittima di pestaggi brutali - che hanno raccontato alle forze dell'ordine le violenze subite la notte del 25 agosto, durante i primi giorni degli attacchi.
Il bilancio non definitivo parla di trecento villaggi attaccati, 500 morti, 4.600 case incendiate o distrutte e 54.000 sfollati. Sono state bruciate e ridotte in macerie 252 chiese e 13 scuole. Per tutto il resto dell'anno la maggior parte degli sfollati è stata costretta a rimanere nei campi per rifugiati.

L'ultima fase del piano degli estremisti indù è scattata a inizio febbraio 2009: sulle rovine della chiesa di Batticola (distretto di Kandhamal, Arcidiocesi di Bhubaneswar, capitale dell'Orissa), data alle fiamme nell'agosto dell'anno precedente, si è iniziato a costruire un tempio indù.
Il dott. Sajan George, presidente del Consiglio globale dei cristiani d'India, ha affermato che «ai cristiani che ritornano ai loro villaggi si esige la riconversione all'induismo». Mons. Raphaël Cheenath, arcivescovo di Bhubaneswar, ha dichiarato che un anno dopo gli attacchi «la metà degli sfollati ha fatto ritorno, ma ora stanno affrontando problemi per le abitazioni». I fondamentalisti, inoltre, hanno imposto agli indù un "boicottaggio sociale" verso i cristiani: chi li aiutava è stato punito con multe.

Il 12 agosto 2009 la Commissione Usa per la libertà religiosa internazionale (Uscirf) ha inserito l'India nell'elenco dei Paesi i cui governi non si adoperano adeguatamente per la difesa delle minoranze religiose.

Il 23 agosto 2009, anniversario dell'inizio del pogrom, la Chiesa cattolica indiana ha indetto una «Giornata della pace e dell'armonia». Mons. Cheenath ha dichiarato: "Se 12.500 persone sono riuscite a tornare nelle proprie abitazioni, ce ne sono 17.500 che attendono ancora d'essere risarcite e almeno 40.000 che subiscono discriminazioni".
Nel corso del 2010 si sono verificati episodi di violenza e intolleranza anche negli stati del sud, considerati a lungo i luoghi migliori dove i cristiani dell'India potessero vivere. Sui 152 attacchi che hanno interessato il Paese, ben 86 hanno avuto luogo nel Sud.
Il 1º ottobre 2013, sette cristiani innocenti sono stati condannati all'ergastolo da un tribunale dell'Orissa.

## Statistiche
Statistiche riferite al 2003
- Sacerdoti diocesani: 14.000;
- Sacerdoti religiosi: 13.500;
- Fratelli: 4.300;
- Sorelle: 90.000;

Province di rito latino e diocesi della Chiesa cattolica in India.

- Congregazioni, istituti religiosi: 300 (maschili, 70; femminili, 230)
- Istituzioni educative:
  - Scuole materne, asili nido: 3.785;
  - Scuole primarie: 7.319;
  - Scuole secondarie: 3.765;
  - College: 240;
  - Scuole di medicina/infermieristica: 28;
  - Università di ingegneria: 5
- Attività di assistenza sociale:
  - Scuole di addestramento: 1.524;
  - Pensione, ostelli: 1.765;
  - Orfanotrofi: 1.085;
  - Creches: 228;
  - Ospedali: 704;
  - Dispensari/centri di salute: 1.792;
  - Leprosari: 111;
  - Centri di riabilitazione: 102;
  - Case di riposo per anziani, privi, invalidi e sfidati fisicamente: 455

## Organizzazione ecclesiastica

### Province ecclesiastiche di rito latino
- Arcidiocesi di Agra
  - Diocesi di Ajmer
  - Diocesi di Allahabad
  - Diocesi di Bareilly
  - Eparchia di Bijnor (Chiesa cattolica siro-malabarese)
  - Eparchia di Gorakhpur (Chiesa cattolica siro-malabarese)
  - Diocesi di Jaipur
  - Diocesi di Jhansi
  - Diocesi di Lucknow
  - Diocesi di Meerut
  - Diocesi di Udaipur
  - Diocesi di Varanasi
- Arcidiocesi di Bangalore
  - Diocesi di Bellary
  - Diocesi di Belgaum
  - Diocesi di Chikmagalur
  - Diocesi di Gulbarga
  - Diocesi di Karwar
  - Diocesi di Mangalore
  - Diocesi di Mysore
  - Diocesi di Shimoga
  - Diocesi di Udupi
- Arcidiocesi di Bhopal
  - Diocesi di Gwalior
  - Diocesi di Indore
  - Diocesi di Jabalpur
  - Diocesi di Jhabua
  - Diocesi di Khandwa
  - Eparchia di Sagar (Chiesa cattolica siro-malabarese)
  - Eparchia di Satna (Chiesa cattolica siro-malabarese)
  - Eparchia di Ujjain (Chiesa cattolica siro-malabarese)
- Arcidiocesi di Bombay
  - Diocesi di Nashik
  - Diocesi di Poona
  - Diocesi di Vasai
  - Eparchia di Kalyan (Chiesa cattolica siro-malabarese)
- Arcidiocesi di Calcutta
  - Diocesi di Asansol
  - Diocesi di Bagdogra
  - Diocesi di Baruipur
  - Diocesi di Darjeeling
  - Diocesi di Jalpaiguri
  - Diocesi di Krishnagar
  - Diocesi di Raiganj
- Arcidiocesi di Calicut
  - Diocesi di Kannur
  - Diocesi di Sultanpet
- Arcidiocesi di Cuttack-Bhubaneswar
  - Diocesi di Balasore
  - Diocesi di Berhampur
  - Diocesi di Rayagada
  - Diocesi di Rourkela
  - Diocesi di Sambalpur
- Arcidiocesi di Delhi
  - Diocesi di Jammu-Srinagar
  - Diocesi di Jullundur
  - Diocesi di Simla e Chandigarh
- Arcidiocesi di Gandhinagar
  - Diocesi di Ahmedabad
  - Diocesi di Baroda
  - Eparchia di Rajkot (Chiesa cattolica siro-malabarese)
- Arcidiocesi di Goa e Damão
  - Diocesi di Sindhudurg
- Arcidiocesi di Guwahati
  - Diocesi di Bongaigaon
  - Diocesi di Dibrugarh
  - Diocesi di Diphu
  - Diocesi di Itanagar
  - Diocesi di Miao
  - Diocesi di Tezpur
- Arcidiocesi di Hyderabad
  - Eparchia di Adilabad (Chiesa cattolica siro-malabarese)
  - Diocesi di Cuddapah
  - Diocesi di Khammam
  - Diocesi di Kurnool
  - Diocesi di Nalgonda
  - Diocesi di Warangal
- Arcidiocesi di Imphal
  - Diocesi di Kohima
- Arcidiocesi di Madras e Mylapore
  - Diocesi di Chingleput
  - Diocesi di Coimbatore
  - Diocesi di Ootacamund
  - Diocesi di Vellore
- Arcidiocesi di Madurai
  - Diocesi di Dindigul
  - Diocesi di Kottar
  - Diocesi di Kuzhithurai
  - Diocesi di Palayamkottai
  - Diocesi di Sivagangai
  - Diocesi di Tiruchirapalli
  - Diocesi di Tuticorin
- Arcidiocesi di Nagpur
  - Diocesi di Amravati
  - Diocesi di Aurangabad
  - Eparchia di Chanda (Chiesa cattolica siro-malabarese)
- Arcidiocesi di Patna
  - Diocesi di Bettiah
  - Diocesi di Bhagalpur
  - Diocesi di Buxar
  - Diocesi di Muzaffarpur
  - Diocesi di Purnea
- Arcidiocesi di Pondicherry e Cuddalore
  - Diocesi di Kumbakonam
  - Diocesi di Salem
  - Diocesi di Tanjore
  - Diocesi di Dharmapuri
- Arcidiocesi di Raipur
  - Diocesi di Ambikapur
  - Eparchia di Jagdalpur (Chiesa cattolica siro-malabarese)
  - Diocesi di Jashpur
  - Diocesi di Raigarh
- Arcidiocesi di Ranchi
  - Diocesi di Daltonganj
  - Diocesi di Dumka
  - Diocesi di Gumla
  - Diocesi di Hazaribag
  - Diocesi di Jamshedpur
  - Diocesi di Khunti
  - Diocesi di Port Blair
  - Diocesi di Simdega
- Arcidiocesi di Shillong
  - Diocesi di Agartala
  - Diocesi di Aizawl
  - Diocesi di Jowai
  - Diocesi di Nongstoin
  - Diocesi di Tura
- Arcidiocesi di Trivandrum
  - Diocesi di Alleppey
  - Diocesi di Neyyattinkara
  - Diocesi di Punalur
  - Diocesi di Quilon
- Arcidiocesi di Verapoly
  - Diocesi di Cochin
  - Diocesi di Kottapuram
  - Diocesi di Vijayapuram
- Arcidiocesi di Visakhapatnam
  - Diocesi di Eluru
  - Diocesi di Guntur
  - Diocesi di Nellore
  - Diocesi di Srikakulam
  - Diocesi di Vijayawada

All'arcivescovo di Goa e Damão è concesso, solo ad honorem, il titolo di patriarca delle Indie Orientali.

### Province ecclesiastiche siro-malabaresi
- Arcieparchia di Ernakulam-Angamaly
  - Eparchia di Faridabad[10]
  - Eparchia di Hosur[11]
  - Eparchia di Idukki
  - Eparchia di Kothamangalam
  - Eparchia di Shamshabad[12]
- Arcieparchia di Changanacherry
  - Eparchia di Kanjirapally
  - Eparchia di Palai
  - Eparchia di Thuckalay
- Arcieparchia di Tellicherry
  - Eparchia di Belthangady
  - Eparchia di Bhadravathi
  - Eparchia di Mananthavady
  - Eparchia di Mandya
  - Eparchia di Thamarasserry
- Arcieparchia di Trichur
  - Eparchia di Irinjalakuda
  - Eparchia di Palghat
  - Eparchia di Ramanathapuram
- Arcieparchia di Kottayam (senza suffraganee)
- Eparchie siro-malabaresi suffraganee di arcidiocesi latine
  - Eparchia di Adilabad
  - Eparchia di Bijnor
  - Eparchia di Chanda
  - Eparchia di Gorakhpur
  - Eparchia di Jagdalpur
  - Eparchia di Kalyan
  - Eparchia di Rajkot
  - Eparchia di Sagar
  - Eparchia di Satna
  - Eparchia di Ujjain

### Province ecclesiastiche siro-malankaresi
- Arcieparchia di Trivandrum
  - Eparchia di Marthandom
  - Eparchia di Mavelikara
  - Eparchia di Parassala
  - Eparchia di Pathanamthitta
  - Eparchia di Sant'Efrem di Khadki[13]
- Arcieparchia di Tiruvalla
  - Eparchia di Battery
  - Eparchia di Muvattupuzha
  - Eparchia di Puthur
- Immediatamente soggetta alla Santa Sede
  - Eparchia di San Giovanni Crisostomo di Gurgaon

### Circoscrizioni ecclesiastiche rette da cardinali
Attualmente 3 circoscrizioni ecclesiastiche sono rette da cardinali:
- l'arcidiocesi di Goa e Damão, retta dal cardinale Filipe Neri Ferrão;
- l'arcidiocesi di Hyderabad, retta dal cardinale Anthony Poola;
- l'arcieparchia di Trivandrum dei siro-malankaresi, retta dal cardinale Baselios Cleemis Thottunkal.

## Nunziatura apostolica
La delegazione apostolica delle Indie Orientali (inclusa Ceylon) fu istituita nel 1881. Alla delegazione furono aggiunte in seguito la Malacca (1889), la Birmania (1920) e Goa (30 gennaio 1923). Il 12 giugno 1948, in forza del breve Mentem animumque di papa Pio XII, fu abolita la delegazione apostolica ed eretta l'internunziatura apostolica dell'India, con giurisdizione sui medesimi Stati asiatici. Nel 1957 le competenze sulla Malacca furono trasferite dalla delegazione apostolica dell'India a quella della Thailandia. Il 22 agosto 1967 fu istituita la nunziatura apostolica dell'India.

### Delegati apostolici
- Antonio Agliardi † (23 settembre 1884 - 9 maggio 1887 dimesso)
- Andrea Aiuti † (31 marzo 1887 - 24 luglio 1891 nominato segretario di Propaganda Fide)
- Władysław Michał Zaleski † (5 marzo 1892 - 4 dicembre 1916 nominato patriarca titolare di Antiochia)
- Pietro Fumasoni Biondi † (15 novembre 1916 - 6 dicembre 1919 nominato delegato apostolico in Giappone)
- Pietro Pisani † (15 dicembre 1919 - ottobre 1924 dimesso)
- Edward Aloysius Mooney † (21 gennaio 1926 - 30 marzo 1931 nominato delegato apostolico in Giappone)
- Leo Peter Kierkels, C.P. † (23 marzo 1931 - 12 giugno 1948 nominato internunzio apostolico)

### Internunzi apostolici
- Leo Peter Kierkels, C.P. † (12 giugno 1948 - 29 giugno 1952 dimesso)
- Martin Lucas, S.V.D. † (3 dicembre 1952 - 1956 nominato officiale della Segreteria di Stato della Santa Sede)
- James Robert Knox † (14 febbraio 1957 - 12 aprile 1967 nominato arcivescovo di Melbourne)

### Nunzi apostolici
- Giuseppe Caprio † (22 agosto 1967 - 19 aprile 1969 nominato segretario dell'Amministrazione del Patrimonio della Sede Apostolica)
- Marie-Joseph Lemieux † (30 maggio 1969 - 16 febbraio 1971 dimesso)
- John Gordon † (11 agosto 1971 - 11 giugno 1976 nominato pro-nunzio apostolico nei Paesi Bassi)
- Luciano Storero † (14 luglio 1976 - 2 febbraio 1981 nominato nunzio apostolico in Venezuela)
- Agostino Cacciavillan † (9 maggio 1981 - 13 giugno 1990 nominato pro-nunzio apostolico negli Stati Uniti d'America)
- Giorgio Zur † (13 agosto 1990 - 7 dicembre 1998 nominato presidente della Pontificia Accademia Ecclesiastica)
- Lorenzo Baldisseri (19 giugno 1999 - 12 novembre 2002 nominato nunzio apostolico in Brasile)
- Pedro López Quintana (8 febbraio 2003 - 10 dicembre 2009 nominato nunzio apostolico in Canada)
- Salvatore Pennacchio (8 maggio 2010 - 6 agosto 2016 nominato nunzio apostolico in Polonia)
- Giambattista Diquattro (21 gennaio 2017 - 29 agosto 2020 nominato nunzio apostolico in Brasile)
- Leopoldo Girelli, dal 13 marzo 2021

## Conferenze episcopali
Nel 1944 fu istituita la Conferenza dei vescovi cattolici dell'India (CBCI). Papa Giovanni Paolo II in una lettera del 1987 ha diretto i tre riti per istituire le proprie conferenze episcopali. Questi tre corpi sono la Conferenza dei vescovi cattolici latini dell'India (CCBI), il Sinodo della Chiesa siro-malabarese e il Sinodo della Chiesa siro-malankarese. Ciononostante, la Conferenza dei vescovi cattolici dell'India continua a essere il volto della Chiesa cattolica in India e affronta le "questioni di interesse comune e di carattere nazionale e sovranazionale" della Chiesa, mentre il corpo episcopale che presiede a ciascun rito tratta questioni interne.

### Conferenza dei vescovi cattolici dell'India
Elenco dei presidenti della Conferenza dei vescovi cattolici dell'India:
- Cardinale Valerian Gracias (1958 - 1972)
- Cardinale Joseph Parecattil (1972 - 1976)
- Cardinale Lawrence Trevor Picachy, S.I. (1976 - 1982)
- Arcivescovo Simon Ignatius Pimenta (1982 - 1988)
- Arcivescovo Benedict Mar Gregorios, O.I.C. (1988 - 1989)
- Arcivescovo Alphonsus Mathias (1989 - 1994)
- Arcivescovo Joseph Powathil (1994 - 1998)
- Arcivescovo Alan Basil de Lastic (1998 - 20 giugno 2000)
- Arcivescovo Cyril Baselios Malancharuvil, O.I.C. (2000 - 2004)
- Cardinale Telesphore Placidus Toppo (12 gennaio 2004 - 19 febbraio 2008)
- Cardinale Varkey Vithayathil, C.SS.R. (19 febbraio 2008 - 1º marzo 2010)
- Cardinale Oswald Gracias (1º marzo 2010 - 12 febbraio 2014)
- Cardinale Isaac Cleemis Thottunkal (12 febbraio 2014 - 8 febbraio 2018)
- Cardinale Oswald Gracias (8 febbraio 2018 - 10 novembre 2022)
- Arcivescovo Andrews Thazhath, dal 10 novembre 2022

Elenco dei vicepresidenti della Conferenza dei vescovi cattolici dell'India:
- Arcivescovo Vincent Michael Concessao (2000 - 2004)
- Cardinale Oswald Gracias (19 febbraio 2008 - 1º marzo 2010)
- Cardinale Isaac Cleemis Thottunkal (1º marzo 2010 - 12 febbraio 2014)
- Arcivescovo Andrews Thazhath (12 febbraio 2014 - 8 febbraio 2018)
- Vescovo Joshuah Ignathios Kizhakkeveettil (8 febbraio 2018 - 10 novembre 2022)
- Arcivescovo George Antonysamy, dal 10 novembre 2022

Elenco dei secondi vicepresidenti della Conferenza dei vescovi cattolici dell'India:
- Arcivescovo maggiore Isaac Cleemis Thottunkal (19 febbraio 2008 - 1º marzo 2010)
- Vescovo George Punnakottil (1º marzo 2010 - 12 febbraio 2014)
- Patriarca Filipe Neri António Sebastião do Rosário Ferrão (12 febbraio 2014 - 8 febbraio 2018)
- Arcivescovo George Njaralakat (8 febbraio 2018 - 10 novembre 2022)
- Vescovo Joseph Thomas Konnath, dal 10 novembre 2022

Elenco dei segretari generali della Conferenza dei vescovi cattolici dell'India:
- Arcivescovo Albert D'Souza (febbraio 2012 - marzo 2016)
- Vescovo Theodore Mascarenhas, S.F.X. (marzo 2016 - 18 febbraio 2020)
- Arcivescovo Felix Anthony Machado, dal 18 febbraio 2020

### Conferenza dei vescovi cattolici latini dell'India
Elenco dei Presidenti della Conferenza dei vescovi cattolici latini dell'India:
- Arcivescovo Henry Sebastian D'Souza (1988 - 1992)
- Cardinale Simon Ignatius Pimenta (1993 - 1997)
- Arcivescovo Marianus Arokiasamy (1997 - 1999)
- Arcivescovo Henry Sebastian D'Souza (1999 - 2002)
- Cardinale Telesphore Placidus Toppo (2002 - 2005)
- Cardinale Oswald Gracias (2005 - 12 gennaio 2011)
- Cardinale Telesphore Placidus Toppo (12 gennaio 2011 - febbraio 2013)
- Cardinale Oswald Gracias (febbraio 2013 - 12 gennaio 2019)
- Cardinale Filipe Neri António Sebastião do Rosário Ferrão, dal 12 gennaio 2019

Elenco dei vicepresidenti della Conferenza dei vescovi cattolici latini dell'India:
- Arcivescovo Leobard D'Souza (1988 - 1991)
- Arcivescovo Marianus Arokiasamy (1991 - 1993)
- Arcivescovo Casimir Gnanadickam, S.I. (1993 - 10 novembre 1993)
- Arcivescovo Marianus Arokiasamy (1994 - 1996)
- Vescovo Patrick Paul D'Souza (1996 - 1998)
- Arcivescovo Telesphore Placidus Toppo (1998 - 2002)
- Vescovo Valerian D'Souza (2002 - 2007)
- Arcivescovo Vincent Michael Concessao (2007 - 2011)
- Patriarca Filipe Neri António Sebastião do Rosário Ferrão (11 gennaio 2011 - 6 febbraio 2017)
- Arcivescovo George Antonysamy, dal 6 febbraio 2017

Elenco dei segretari generali della Conferenza dei vescovi cattolici latini dell'India:
- Arcivescovo Angelo Innocent Fernandes (1989 - 1991)
- Vescovo Joseph Robert Rodericks, S.I.  (1991 - 1994)
- Vescovo Ignatius Paul Pinto (1994 - 1998)
- Vescovo Thomas Dabre (1998 - 2005)
- Vescovo Prakash Mallavarapup (2005 - 2011)
- Vescovo Varghese Chakkalakal (17 agosto 2013 - 6 febbraio 2017)
- Arcivescovo Anil Joseph Thomas Couto, dal 6 febbraio 2017

### Conferenze episcopali regionali
Le circoscrizioni ecclesiastiche della Chiesa cattolica in India sono raggruppate in 14 conferenze episcopali regionali (Regional Bishop's Council):
- Conferenza episcopale regionale di Agra: comprende la provincia ecclesiastica di Agra e le eparchie di rito orientale presenti in Uttar Pradesh, Uttarakhand e Rajasthan;
- Conferenza episcopale regionale di Telugu: comprende le province ecclesiastiche presenti in Hyderabad e nel Visakhapatnam e le eparchie di rito orientale del Telangana;
- Conferenza episcopale regionale del Bengala: comprende la provincia ecclesiastica di Calcutta;
- Conferenza episcopale regionale del Jharkhand: comprende la provincia ecclesiastica di Ranchi;
- Conferenza episcopale regionale del Bihar: comprende la provincia ecclesiastica di Patna;
- Conferenza episcopale regionale del Chhattisgarh: comprende la provincia ecclesiastica di Raipur e le eparchie di rito orientale del Chhattisgarh;
- Conferenza episcopale regionale del Karnataka: comprende la provincia ecclesiastica di Bangalore e le eparchie di rito orientale del Karnataka;
- Conferenza episcopale regionale del Kerala: comprende le province ecclesiastiche di Calicut, Changanacherry, Ernakulam-Angamaly, Kottayam, Trichur, Tellicherry, Tiruvalla, Trivandrum dei latini, Trivandrum dei siro-malankaresi e Verapoly;
- Conferenza episcopale regionale del Madhya Pradesh: comprende la provincia ecclesiastica di Bhopal e le eparchie di rito orientale del Madhya Pradesh;
- Conferenza episcopale regionale del Nord: comprende la provincia ecclesiastica di Delhi;
- Conferenza episcopale regionale del Nord-Est: comprende le province ecclesiastiche di Shillong, Guwahati e Imphal;
- Conferenza episcopale regionale di Orissa: comprende la provincia ecclesiastica di Cuttack-Bhubaneswar;
- Conferenza episcopale regionale del Tamil Nadu: comprende le province ecclesiastiche di Madras e Mylapore, Madurai, Pondicherry e Cuddalore e le eparchie di rito orientale del Tamil Nadu;
- Conferenza episcopale regionale dell'Ovest: comprende le province ecclesiastiche di Bombay, Nagpur, Goa e Damão e Gandhinagar e le eparchie di rito orientale presenti nella parte occidentale dell'India.